# Liste der Straßen und Plätze in Helfenberg (Dresden)

Lage der Gemarkung Helfenberg in Dresden

Die Liste der Straßen und Plätze in Helfenberg beschreibt das Straßensystem im Dresdner Ortsteil Helfenberg mit den entsprechenden historischen Bezügen. Aufgeführt sind Straßen, die im Gebiet der Gemarkung Helfenberg liegen, die sich neben Helfenberg auch auf Rockau und Eichbusch erstreckt. Kulturdenkmale in der Gemarkung Helfenberg sind in der Liste der Kulturdenkmale in Helfenberg aufgeführt.
Helfenberg ist Teil des statistischen Stadtteils Gönnsdorf/Pappritz, der zur Ortschaft Schönfeld-Weißig gehört. Insgesamt gibt es in Helfenberg 18 benannte Straßen, die in der folgenden Liste aufgeführt sind.

## Legende
Die nachfolgende Tabelle gibt eine Übersicht über die vorhandenen Straßen und Plätze im Ortsteil sowie einige dazugehörige Informationen. Im Einzelnen sind dies:
- Name/Lage: Aktuelle Bezeichnung der Straße oder des Platzes sowie unter ‚Lage‘ ein Koordinatenlink, über den die Straße oder der Platz auf verschiedenen Kartendiensten angezeigt werden kann. Die Geoposition gibt dabei ungefähr die Mitte der Straße an.
- Länge/Maße in Metern: Die in der Übersicht enthaltenen Längenangaben sind nach mathematischen Regeln auf- oder abgerundete Übersichtswerte, die in Google Earth mit dem dortigen Maßstab ermittelt wurden. Sie dienen eher Vergleichszwecken und werden, sofern amtliche Werte bekannt sind, ausgetauscht und gesondert gekennzeichnet. Bei Plätzen sind die Maße in der Form a × b dargestellt. Der Zusatz ‚im Stadtteil‘ bzw. ‚im Ortsteil‘ gibt an, wie lang die Straße innerhalb des Stadt-/Ortsteils ist, sofern sie durch mehrere Stadt-/Ortsteile verläuft.
- Namensherkunft: Ursprung oder Bezug des Namens.
- Jahr der Benennung: Zeitpunkt, zu dem die Straße ihren heute gültigen Namen erhielt (sofern bekannt).
- Anmerkungen: Weitere Informationen bezüglich anliegender Institutionen, der Geschichte der Straße, historischer Bezeichnungen, Baudenkmalen usw.
- Bild: Foto der Straße.

## Straßenverzeichnis
| Name/Lage                   | Länge/Maße | Namensherkunft                                                                  | Jahr der Benennung | Anmerkungen | Bild                                             |
| --------------------------- | ---------- | ------------------------------------------------------------------------------- | ------------------ | --- | ------------------------------------------------ |
| Am Dorfplatz Lage           |            | Lage am alten Dorfplatz von Rockau                                              |                    | Rockau entstand als Rundling. | Am Dorfplatz                                     |
| Am Helfenberger Park Lage   |            | Lage am Park von Schloss Helfenberg                                             |                    | |                                                  |
| Am Preßgrund Lage           |            | Lage am Preßgrund                                                               |                    | Der Preßgrund, ein Seitental des Helfenberger Grunds, trägt seinen Namen durch seine Lage nahe der Weinpresse des Ritterguts Helfenberg.                                                         |                                                  |
| An der Försterei Lage       |            | Lage an der Försterei                                                           |                    | Die Försterei, ein Forsthaus, war früher Teil der Weinpresse des Ritterguts Helfenberg. |                                                  |
| An der Kucksche Lage        |            | Lage an der Kucksche                                                            |                    | Die Kucksche durchfließt den Preßgrund und mündet in den Helfenberger Bach. |                                                  |
| Eichbuscher Ring Lage       |            | Eichbusch                                                                       |                    | Am Eichbuscher Ring steht das Geburtshaus des Dresdner Grafikers Kurt Fiedler. | Geburtshaus von Kurt Fiedler am Eichbuscher Ring |
| Eichbuscher Straße Lage     |            | Eichbusch                                                                       |                    | Die Eichbuscher Straße verbindet den Rockauer Ring mit dem Eichbuscher Ring. |                                                  |
| Eugen-Dieterich-Straße Lage |            | Eugen Dieterich (1840–1904), Chemiker, Inhaber der Chemischen Fabrik Helfenberg | 1909               | Die Eugen-Dieterich-Straße ist Teil der alten Verbindung von Niederpoyritz durch den Helfenberger Grund nach Helfenberg und erhielt ihren Namen 1909 im Zusammenhang mit ihrem damaligen Ausbau. |                                                  |
| Helfenberger Grund Lage     |            | Helfenberger Grund                                                              |                    | |                                                  |
| Helfenberger Weg Lage       |            | Helfenberg                                                                      |                    | |                                                  |
| Keppgrund Lage              |            | Keppgrund                                                                       |                    | |                                                  |
| Lange Allee Lage            |            | Lange Allee                                                                     |                    | |                                                  |
| Mastenweg Lage              |            | Mast                                                                            |                    | Der Mastenweg, ein Wanderweg, ist als Verlängerung der Eichbuscher Straße Teil der direkten Verbindung von Cunnersdorf über Eichbusch nach Rockau.                                               |                                                  |
| Mittelweg Lage              |            | Lage in der Mitte des Rockauer Rings                                            |                    | |                                                  |
| Rockauer Ring Lage          |            | Rockau                                                                          |                    | |                                                  |
| Stallberg Lage              |            | Flurname Stallberg                                                              |                    | Der Stallberg war Standort einer Wallburg. |                                                  |
| Zur Bockmühle Lage          |            | Bockmühle                                                                       |                    | Die Bockmühle ist eine ehemalige Mühle am Keppbach. |                                                  |
| Zur Keppmühle Lage          |            | Keppmühle                                                                       |                    | | Keppmühle                                        |